# Ali as-Sistani

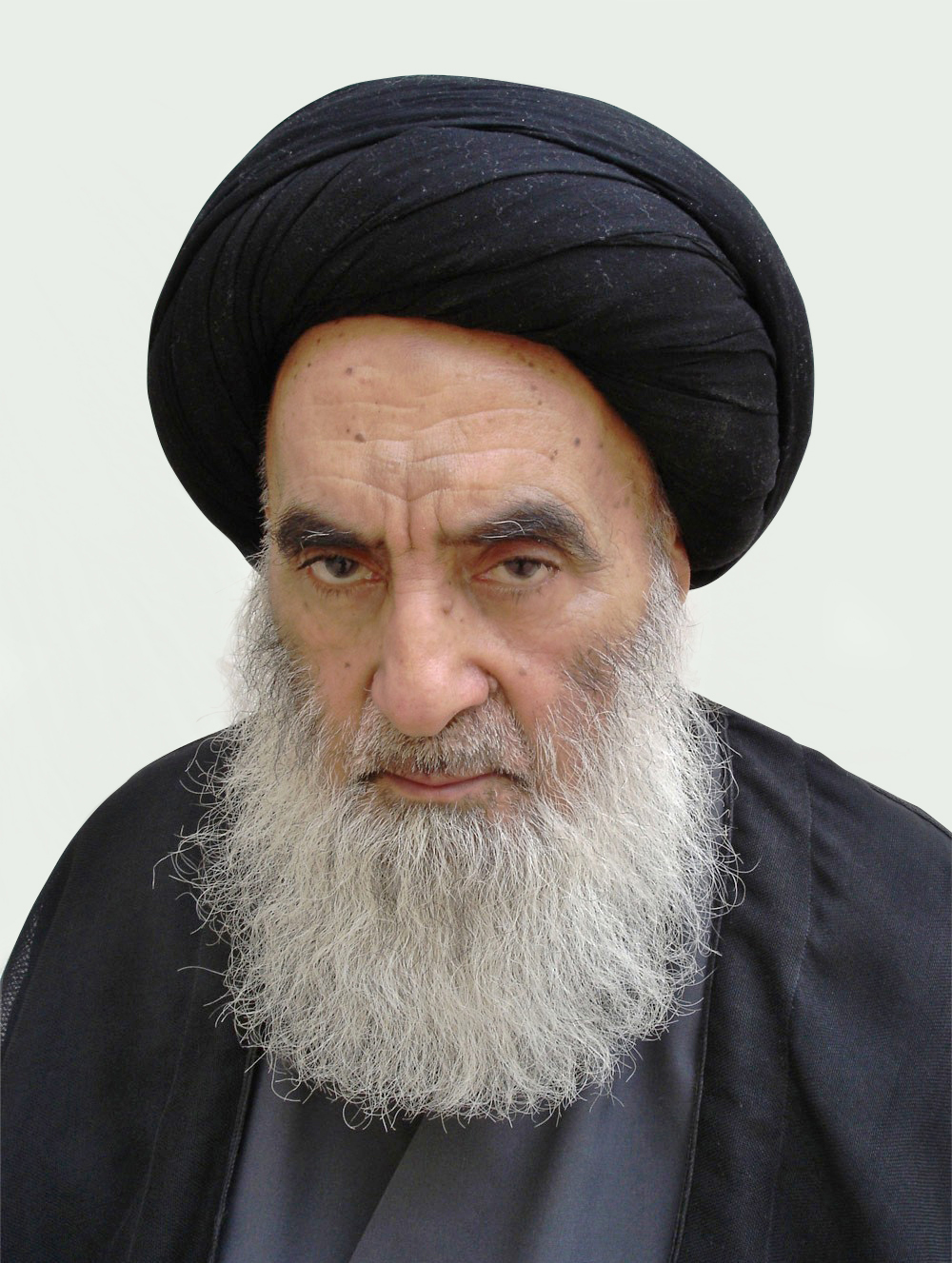
Ali as-Sistani (2009)

Ali as-Sistani (persisch سیدعلی حسینی سیستانی, DMG Seyyed-ʿAlī Ḥosainī Sīstānī; arabisch علي الحسيني السيستاني, DMG ʿAlī al-Ḥusainī as-Sīsitānī; * 4. August 1930 in Maschhad, Iran) ist ein iranischer schiitischer Religionsgelehrter, der als einflussreicher Großajatollah im heutigen Irak wirkt.

## Leben
Da as-Sistani schon in der Regierungszeit Saddam Husseins als Führer der Schiiten galt, stand er bis 2003 meist unter Hausarrest. Als Leiter der Hawza, der theologischen Hochschule von Nadschaf, ist er Nachfolger von Großajatollah Abu l-Qasim al-Choei. Dieser war seit 1970 höchster Würdenträger der Schiiten im Irak.
Großajatollah as-Sistani und die traditionelle islamische Schule von Nadschaf lehnen eine rein religiöse Regierung ab und treten für freie Wahlen ein. Damit steht Nadschaf, das vor Chomeini auch für Iraner das religiöse Zentrum war, im Gegensatz zur iranischen Schule von Ghom. As-Sistani betrachtet das iranische Modell als gescheitert und lehnte auch mehrfach ab, die Leitung islamischer Parteien zu übernehmen, die einen großen Stimmenanteil zu erwarten hatten.
Manche sehen in ihm deswegen einen islamischen Quietisten.
Al-Sistani ist mit der Urenkelin des Mardschaʿ-e Taghlid Mohammad Hasan Schirazi verheiratet, mit der er zwei Söhne hat.

## Politische Position im heutigen Irak
Nachdem die USA Saddam Hussein gestürzt hatten und eine neue irakische Verfassung von irakischen Exilanten schreiben lassen wollten, lehnte Sistani dies mit der Begründung ab, dass diese Aufgabe einem vom irakischen Volk gewählten Gremium vorbehalten sei. Dies führte dazu, dass die US-amerikanische Regierung unter George W. Bush von diesem Vorhaben Abstand nahm und stattdessen die ersten demokratischen Wahlen im Irak in die Wege leitete.
Am 2. Juni 2004 gab Großajatollah as-Sistani der neuen Übergangsregierung seinen Segen, nachdem er zuvor noch vorangehende Wahlen gefordert hatte. Die Ernennung der Übergangsregierung sei „ein wichtiger Schritt, um den Weg freizumachen für freie und faire Wahlen, die das Land aus der Krise führen und volle Souveränität herstellen sollen.“
Im August 2004 erreichte Sistani eine Befriedung der Situation in Nadschaf, als sich die Mahdi-Armee von Muqtada as-Sadr und US-Truppen bekämpften. Die Regierung des Iraks drohte am 19. August damit, die Imam-Ali-Moschee innerhalb von Stunden stürmen zu lassen, wenn die Mahdi-Armee die Moschee nicht verließe. Darauf soll Sadr seinen Anhängern die Anweisung gegeben haben, die Schlüssel der Moschee an Sistani zu übergeben: Am 25. August rief as-Sistani unmittelbar nach einer Herzoperation in London zu einem Marsch in das von US-Truppen und irakischen Truppen belagerte Nadschaf auf, an welchem zehntausende seiner Anhänger teilnahmen. Sein entschlossenes Einschreiten bewirkte den Rückzug der Belagerer. Am nächsten Morgen übergaben die Anhänger von Sadr, die sich in der Imam-Ali-Moschee verschanzt hatten, Sistani die Schlüssel zur Moschee.
Bei den ersten freien irakischen Wahlen seit dem Sturz von Saddam Hussein, die am 30. Januar 2005, stattfanden, unterstützte as-Sistani das überwiegend schiitische Parteienbündnis Vereinigte Irakische Allianz, das mit 48,2 % der Stimmen als Sieger aus der Wahl hervorgehen sollte, bezog jedoch nicht ausdrücklich Stellung für eine bestimmte Partei.

### Einflussnahme über Fatwas
In einer Fatwa wies as-Sistani (wie auch die Nadschafer Großajatollahs Muhammad Said al-Hakim und Muhammad Ishaq Fayadh) während der US-Invasion in Irak die 15 Millionen irakischen Schiiten an, Auseinandersetzungen mit amerikanischen Soldaten und der Zivilverwaltung zu vermeiden, denn eine Zusammenarbeit sei zulässig. Übergriffe gegen ausländische Streitkräfte erklärte er zu terroristischen Handlungen, während sie die Schule von Ghom als legitimen muslimischen Widerstand gegen die nicht muslimischen Besatzer bezeichnete. Wegen seines mäßigenden Einflusses wurde er 2005 von der New York Times für den Friedensnobelpreis vorgeschlagen, 2014 vom Sunday Telegraph.

### Stellungnahmen zu Homosexualität
Im Oktober 2005 erließ as-Sistani eine Fatwa, in der er die Todesstrafe für Homosexuelle forderte. Diese Fatwa gilt als Gründungsaufruf für Todesschwadronen aus den Reihen der Badr-Corps. Die Badr-Corps sind der militärische Arm des Obersten Islamischen Rats im Irak, welche an der heutigen irakischen Regierung beteiligt ist, wurden im Herbst 2006 dem irakischen Innenminister unterstellt und in die irakische Polizei integriert. Aufgrund von Angriffen auf und Morden an Homosexuellen und Gesprächen mit einer Irakischen Schwulen- und Lesbenvereinigung nahm as-Sistani 2006 die Fatwa zurück, was zu einem Rückgang der Angriffe führte.
Aufgrund dieser Fatwa wird as-Sistani beschuldigt, für den Tod von homosexuellen Irakern mitverantwortlich zu sein. Die Londoner Schwulengruppe Iraqi LGBT, die Verbindungen mit Personen im Irak unterhält, berichtete Anfang April 2007 über mehrere Mordfälle, die zu einem signifikanten Anstieg von Asylanfragen im Vereinigten Königreich Anfang des Jahres 2007 führten.

### Aufruf zum Kampf gegen ISIL
Angesichts des Vormarsches der Terrororganisation Islamischer Staat im Irak und der Levante (ISIL) im Irak im Jahr 2014 rief as-Sistani alle politischen Gruppen auf, sich gegen die Terroristen zu vereinigen. Zehntausende meldeten sich daraufhin freiwillig für den Kampf gegen den Islamischen Staat. As-Sistani drückte außerdem seine Solidarität mit den irakischen Sicherheitskräften aus. Diese Erklärung Sistanis, die am 13. Juni 2014 von einem seiner Stellvertreter in Kerbala verlesen wurde und die Ausübung eines „defensiven“ Dschihad forderte, nahmen die irakische Regierung sowie zahlreiche politische Gruppen und mehrheitlich schiitische Freiwilligenverbände als Anlass zur Gründung der paramilitärischen Al-Haschd asch-Schaʿbī.

### Treffen mit dem Papst
Im März 2021 traf er in seinem Haus in Nadschaf mit Papst Franziskus zusammen. As-Sistani sagte nach dem Treffen, Christen sollten in Frieden leben und hätten gleiche Rechte wie alle anderen Iraker. Papst Franziskus dankte al-Sistani für dessen stabilisierende Rolle in den vergangenen Jahren; er (as-Sistani) habe „seine Stimme zur Verteidigung der Schwächsten erhoben“.